# 金子大介
金子 大介（かねこ だいすけ、1988年8月12日 - ）は、トップリーグキヤノンイーグルスに所属するラグビー選手。

## プロフィール
- 東京都出身。
- ポジションはフッカー(HO)。
- 身長 175cm、体重 99kg
- ニックネームはネコ。
- 関東代表に選ばれたことがある[1]。

## 略歴
ラグビーは小学4年生から始めた。
2007年、國學院久我山高校卒業後、慶應義塾大学に入る。
2011年、慶應義塾大学卒業後、キヤノンイーグルスに加入。同年11月3日に行われたトップイーストリーグ第7節の東京ガス戦に途中出場で公式戦初出場を果たした。
2012年、キヤノンイーグルスのＦＷリーダーに就任した。